# ۳۳ بره
۳۳ بره یک ستاره است که در صورت فلکی برج حمل قرار دارد.